# Cyro Pereira
Cyro Marin Pereira (Rio Grande, 14 de agosto de 1929 - São Paulo, 9 de junho de 2011) foi um maestro, compositor, arranjador e pianista brasileiro.

## Biografia
Cyro Pereira escreveu seu primeiro arranjo orquestral em 1947. Lecionou a disciplina orquestração na UNICAMP e foi o maestro da Orquestra Jazz Sinfônica. Era diretor de orquestra dos  antigos festivais da  Rede Record e participou de programas como "O Fino da Bossa", apresentado por Elis Regina e Jair Rodrigues.
Faleceu aos 81 anos, vítima de câncer. Sua trajetória musical está relatada na biografia Cyro Pereira, Maestro, escrita pelo jornalista Irineu Franco Perpétuo.

## Prêmios
- 1957 e 1967: Troféu Roquete Pinto
- 1962: Melhor Compositor do Ano através do Departamnteo de Cultura da Prefeitura de São Paulo
- 1964: Prêmio da Academia Brasileira de Música pelo seu  "Concerto em Ré Maior", sobre temas de Ernesto Nazareth .
- 1972: Festival Onda Nueva - Regente e arranjador
- 1999:Reveleção Musical   pela Revista Bravo.[1]

## Discografia
- 1997:Cyro Pereira - 50 Anos de Música (Gravadora Pau-Brasil) - Orquestra Jazz Sinfônica do Estado de São Paulo

## Livro
- 2005: "Cyro Pereira - Maestro" (DBA Editora) - publicado pelo jornalista da Revista Bravo Irineu Franco Perpétuo. Ciro Pereira also recorded a terrific album called "From Brazil with Strings" on the US Epic label in 1967 with full orchestra...well worth seeking out!